# 帕拉河 (俄羅斯)

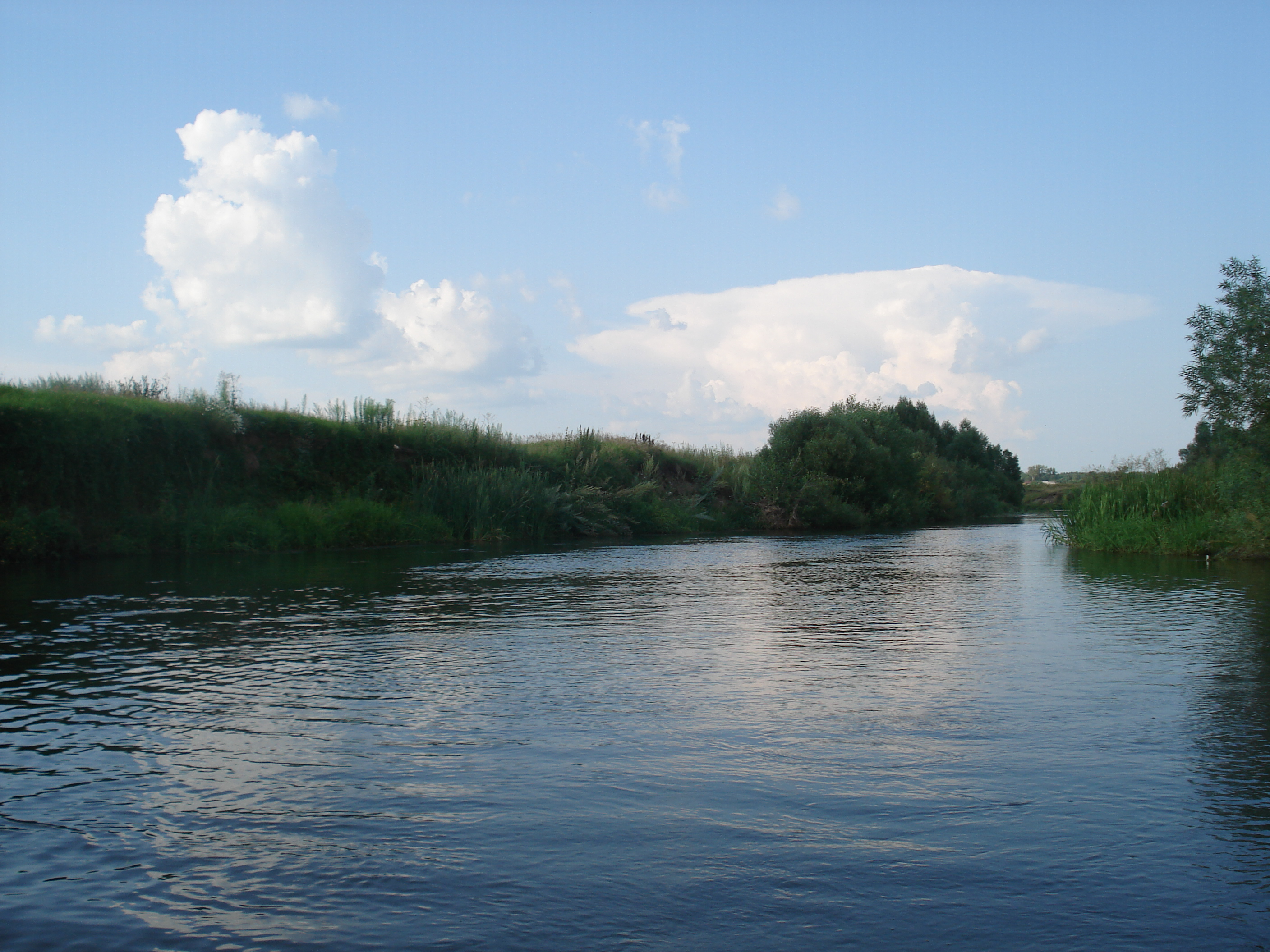
帕拉河

帕拉河是俄羅斯的河流，流經梁贊州及坦波夫州，屬於奧卡河的右支流，河道全長192公里，流域面積3,590平方公里，河水主要來自溶雪，在每年11月開始結冰，直至翌年4月。
54°20′26″N 40°54′54″E / 54.34056°N 40.91500°E